# Mataeocephalus tenuicauda
Mataeocephalus tenuicauda és una espècie de peix de la família dels macrúrids i de l'ordre dels gadiformes.

## Morfologia
- Els mascles poden assolir 30 cm de llargària total.[5][6]

## Hàbitat
És un peix d'aigües profundes que viu entre 700-1600 m de fondària.

## Distribució geogràfica
Es troba a les costes pacífiques de Panamà, Colòmbia i l'Equador (incloent-hi les Illes Galápagos).